# 1733 în literatură
Anul 1733 în literatură a implicat o serie de evenimente și cărți noi semnificative.  